# Erotianus
Erotianus ou Érotien, grec ancien Ἐρωτιανός, est un grammairien ou médecin grec du Ier siècle de notre ère. Il vivait du temps de Néron.
On a de lui un glossaire des œuvres d’Hippocrate, qui a été publié pour la première fois par Henri Estienne, dans le Dictionarium medicum (Paris, 1564, in-8°). Il a été plusieurs fois réimprimé depuis, notamment à Leipzig par Fréd. Franz (1780, in-8°).
Érotianus a dédié son travail à Andromaque, archiatre de Néron. Le glossaire est en ordre alphabétique, mais il n'est pas certain que ce soit sa forme originale. L'auteur donne aussi une liste des œuvres d'Hippocrate, contenant quelques-unes qui sont perdues et d'autres qui ne sont plus dans le corpus hippocratique moderne.

## Éditions numériques
L'édition d'Estienne est en ligne.
La numérisation d'e-rara est nettement plus lisible que celle de Gallica ; par contre elle comporte des pages manuscrites intercalaires en latin.
- (grc + la) Numérisation d'e-rara
- (grc) Numérisation de Gallica

## Source
- Grand dictionnaire universel du XIXe siècle